# Footsteps 2
Footsteps 2 is het achttiende studioalbum van Chris de Burgh. Het album met covers en eigen muziek is het vervolg op Footsteps uit 2009. Deel 2 is opgenomen met grotendeels dezelfde musici als deel 1.
Ferryman productions is het eigen platenlabel van de Burgh.

## Musici
- Chris de Burgh – zang, gitaar
- Phil Palmer – gitaar
- Neil Taylor - Gitaar
- Nigel Hopkins – toetsinstrumenten en orkestraties
- Geoff Dugmore – slagwerk, percussie en dulcimer
- Ed Poole – basgitaar
- Geoffrey Richardson – strijkinstrumenten
- Gavin Fitzjohn – blaasinstrumenten en arrangementen daarvoor
- Jakko Jakszyk – achtergrondzang en mondharmonica
- Django Jakszyk – achtergrondzang
- Suzanne Barbieri – achtergrondzang
- Vula Malinga - achtergrondzang

## Muziek
| Nr. | Titel                                                          | Duur |
| --- | -------------------------------------------------------------- | ---- |
| 1.  | While You See a Chance (Steve Winwood, Will Jennings)          | 4:58 |
| 2.  | Let It Be (John Lennon, Paul McCartney)                        | 4:07 |
| 3.  | The Living Years (Mike Rutherford, B.A.Robertson)              | 5:37 |
| 4.  | Blue Bayou (Roy Orbison, Joe Melson)                           | 2:40 |
| 5.  | SOS (Björn Ulvaeus, Benny Andersson, Stig Anderson)            | 3:21 |
| 6.  | Seven Bridges (Helmut Richter, Ulruch Swillms, Chris de Burgh) | 3:53 |
| 7.  | Lady Madonna (John Lennon, Paul McCartney)                     | 2:21 |
| 8.  | Time in a Bottle (Jim Croce)                                   | 2:33 |
| 9.  | Already There (Chris de Burgh)                                 | 3:46 |
| 10. | In the Ghetto (Mac Davis, Elvis Presley)                       | 4:46 |
| 11. | Long train running (Tom Johnston (Doobie Brothers))            | 3:39 |
| 12. | On a Christmas night (Chris de Burgh)                          | 3:33 |
| 13. | Every step of the way (Chris de Burgh)                         | 3;18 |
| 14. | The footsteps 2 theme (Chris de Burgh)                         | 1:57 |

Er verscheen ook een luxe uitvoering met twee extra tracks: Catch the wind (Donovan) en Moonshadow (Cat Stevens). Ze werden ingepast na On a Christmas night.

## Hitnoteringen
In Nederland en België verkocht het album dermate matig dat het de Album Top 100 en Ultratop 50 niet haalde; in Oostenrijk en Denemarken haalde het de onderste regionen. Uitschieter voor wat betreft de verkoop was Zwitserland; het stond 18 weken in de albumlijst aldaar, met een hoogste notering plaats 3. Ook in het Verenigd Koninkrijk lieten de kopers het afweten. Hij stond er twee weken in de albumlijst met als hoogste plaats nummer 38.